# Прикаспійський гірничо-металургійний комбінат
Прикаспійський гірничо-металургійний комбінат – колишнє підприємство кольорової металургії, яке діяло в казахському місті Актау.

## Металургійний напрямок
У 1958 році в межах радянської ядерної програми на півострові Мангишлак почалась розробка родовища Мєлове (в подальшому наприкінці 1970-х тут також почав роботу рудник на родовищі Томак). Враховуючи малий вміст урану в руді, але комплексний – уран-фосфорито-рідкісноземельно-піритовий – склад, невдовзі вирішили спорудити на Мангишлаку виробничий комплекс, який би дозволив оптимізувати використання ресурсів. В 1959-му тут почалось будівництво Комбінату №1, що з 1967-го був перейменований на Прикаспійський гірничо-металургійний комбінат (ПГМК). В комплексі з комбінатом спорудили нове місто Актау.
В 1966 – 1968 роках стали до ладу чотири черги збагачувальної фабрики, отриманий на якій концентрат переробляли як на самому ПГМК на введеному в 1969-му хіміко-гірничо-металургійному заводі (ХГМЗ), так і на інших виробничих майданчиках – Гірничо-хімічному рудоуправлінні в місті Лермонов (Ставропольський край Росії) та Придніпровському хіміко-металургійному заводі в місті Дніпродзержинськ (наразі Кам’янське, Україна).
В 1986-му на ХГМЗ розпочали випуск оксиду скандію та алюмоскандієвої лігатури. Що стосується рідкісноземельних елементів РЗЕ), то у Актау знаходилась лише початкова частина технологічного ланцюжку, який включав ще дві ланки:
- в Дніпродзержинську розділяли уран та РЗЕ із подальшим випуском суміші РЗЕ церієвої групи для використання у нафтохімії та концентрату РЗЕ іттрієвої групи (можливо відзначити, що робота з мангишлацьким концентратом в Дніпродзержинську тривала до 1989 року);
- отриманий з Дніпродзержинська концентрат іттрієвої групи надходив для фінальної переробки на Московський завод поліметалів.

## Хімічний напрямок
Того ж 1969-го у складі комбінату почали роботу завод добрив та завод сульфатної кислоти. Наявність на Мангишлаку ресурсу як фосфоритів, так і природного газу (який подали по трубопроводу Узень – Актау) призвело до рішення розвивати тут азотно-фосфорний напрямок.
Отриманий з природного газу аміак використовувався не лише у випуску добрив, але й в базовому технологічному процесі комібнату. Так, вже у 1971-му тут впровадили технологію конверсії фосфогіпсу аміаком та діоксидом вуглецю, що дозволяло отримувати розчин сульфату амонію, використання якого (на додачу до традиційної сульфатної кислоти) для розкладення рудного концентрату дозволило суттєво збільшити вилучення цільових продуктів – урану, РЗЕ та пентаоксиду фосфору. Крім того, отримання оксиду скандію потребувало азотної кислоти, яку продукували на ПГМК все з того ж аміаку.
Технологія заводу сульфатної кислоти базувалась на обпалюванні ще одного компоненту мангишлацьких родовищ – піриту. В 1977-му завод кислоти вивели на проектну потужність, а в 1988-му на ньому додали п’яту технологічну лінію, що дозволило у 1990 році досягнути випуску сульфатної кислоти на рівні 1 млн тон.

## Доля комбінату
На тлі завершення радянської ядерної програми та краху планової економіки ПГМК в першій половині 1990-х потрапив у складну ситуацію та припинив роботу. В подальшому вдалось реанімували лише завод добрив, який перейшов під контроль компанії «Казазот» та сконцентрувався на азотних добривах.
Існував проект випуску колективних концентратів РЗЕ із відвалів ПГМК, проте наразі знайти для нього інвестора не вдалось.